# ژئوسمین
ژئوسمین (به انگلیسی: Geosmin) یک ترکیب شیمیایی با شناسه پاب‌کم ۲۹۷۴۶ است. 
ژئوسمین یک ترکیب آلی است که طعم و بوی متمایز خاک را ایجاد می کند. ژئوسمین، مسئول طعم و مزه ی خاکی چغندر (لبو) نیز هست. همچنین در ایجاد آن عطر قوی که در اثر بارش باران روی خاک، پس از یک دوره هوای گرم و خشک، به وجود می آید، تاثیر به سزایی دارد.
ژئوسمین توسط نوعی [Actinobacteria] تولید می شود.